# Xã Grandview, Quận Washington, Ohio
Xã Grandview (tiếng Anh: Grandview Township) là một xã thuộc quận Washington, tiểu bang Ohio, Hoa Kỳ. Năm 2010, dân số của xã này là 1.731 người.